# Форекс
Форекс (англ. Forex від FOReign EXchange — обмін іноземної валюти) — міжбанківський міжнародний валютний ринок. Зазвичай використовується словосполучення «ринок Форекс» (англ. Forex market, Fx-market). Термін Форекс прийнято використовувати для позначення взаємного обміну валют, а не всієї сукупності валютних операцій.
У англомовному середовищі Форексом зазвичай називають валютний ринок, а також торгівлю валютою. В українській мові термін Форекс зазвичай використовується у вужчому сенсі — мається на увазі винятково спекулятивна торгівля валютою через комерційні банки або дилінгові центри, яка ведеться з використанням «кредитного плеча», тобто маржинальна торгівля валютою.
За даними Банку міжнародних розрахунків щоденний обсяг операцій на цьому ринку у 2022 році становив 7,5 трильйонів доларів.
Форекс є позабіржовим ринком. Він являє собою неформальну мережу торговельних відносин між учасниками ринку по усьому світу, включаючи центральні, комерційні, інвестиційні банки, пенсійні фонди, брокерів і дилерів, страхові компанії, транснаціональні корпорації і приватних осіб. На даному ринку проходять торговельні операції по всіх основних валютах.
На ринку Форекс проводяться такі основні операції з валютою:
- торговельні та інвестиційні;
- спекулятивні;
- хеджувальні;
- регулюючі (валютні інтервенції центробанків).

На ринку Форекс виділяють кілька сегментів:
1. Ринок спот — поставка валюти відбувається на другий робочий банківський день після дня проведення операції.
2. Форвардний сегмент — поставка валюти відбувається більш ніж через два робочих дні.
3. Угоди своп — проведення відразу двох операцій (купівлі та продажу, одна з яких угода спот, інша — форвардна).

| | |                                                                                             |
| Ринок спот — безпосередньо ринок Форекс — ринок міжбанківських операцій без єдиного центру торгівлі | Форвардний сегмент — операції з похідними інструментами, реєструються на біржових та позабіржових організованих торговельних майданчиках | Угоди своп — комбіновані операції на безпосередньому ринку та/або з похідними інструментами |

| Сегменти середньодобового грошового обігу у квітні (в мільярдах доларів США) | Сегменти середньодобового грошового обігу у квітні (в мільярдах доларів США) | Сегменти середньодобового грошового обігу у квітні (в мільярдах доларів США) | Сегменти середньодобового грошового обігу у квітні (в мільярдах доларів США) | Сегменти середньодобового грошового обігу у квітні (в мільярдах доларів США) | Сегменти середньодобового грошового обігу у квітні (в мільярдах доларів США) | Сегменти середньодобового грошового обігу у квітні (в мільярдах доларів США) | Сегменти середньодобового грошового обігу у квітні (в мільярдах доларів США) | Сегменти середньодобового грошового обігу у квітні (в мільярдах доларів США) | Сегменти середньодобового грошового обігу у квітні (в мільярдах доларів США) | Сегменти середньодобового грошового обігу у квітні (в мільярдах доларів США) | Сегменти середньодобового грошового обігу у квітні (в мільярдах доларів США) | Сегменти середньодобового грошового обігу у квітні (в мільярдах доларів США) |
| Вид операцій (інструмент)                                                    | 1989                                                                         | 1992                                                                         | 1995                                                                         | 1998                                                                         | 2001                                                                         | 2004                                                                         | 2007                                                                         | 2010                                                                         | 2013                                                                         | 2016                                                                         | 2019                                                                         | 2022                                                                         |
| ---------------------------------------------------------------------------- | ---------------------------------------------------------------------------- | ---------------------------------------------------------------------------- | ---------------------------------------------------------------------------- | ---------------------------------------------------------------------------- | ---------------------------------------------------------------------------- | ---------------------------------------------------------------------------- | ---------------------------------------------------------------------------- | ---------------------------------------------------------------------------- | ---------------------------------------------------------------------------- | ---------------------------------------------------------------------------- | ---------------------------------------------------------------------------- | ---------------------------------------------------------------------------- |
| Операції спот (готівкові угоди)                                              | 317                                                                          | 394                                                                          | 494                                                                          | 568                                                                          | 386                                                                          | 631                                                                          | 1005                                                                         | 1489                                                                         | 2047                                                                         | 1652                                                                         | 1987                                                                         | 2107                                                                         |
| Форвардні угоди (прямі форварди)                                             | 27                                                                           | 58                                                                           | 97                                                                           | 128                                                                          | 130                                                                          | 209                                                                          | 362                                                                          | 475                                                                          | 679                                                                          | 700                                                                          | 999                                                                          | 1163                                                                         |
| Валютні свопи                                                                | 190                                                                          | 324                                                                          | 546                                                                          | 734                                                                          | 656                                                                          | 954                                                                          | 1714                                                                         | 1759                                                                         | 2240                                                                         | 2378                                                                         | 3202                                                                         | 3457                                                                         |
|                                                                              |                                                                              |                                                                              |                                                                              |                                                                              |                                                                              |                                                                              |                                                                              |                                                                              |                                                                              |                                                                              |                                                                              |                                                                              |

## Історія FOREX

### Бреттон-Вудська угода

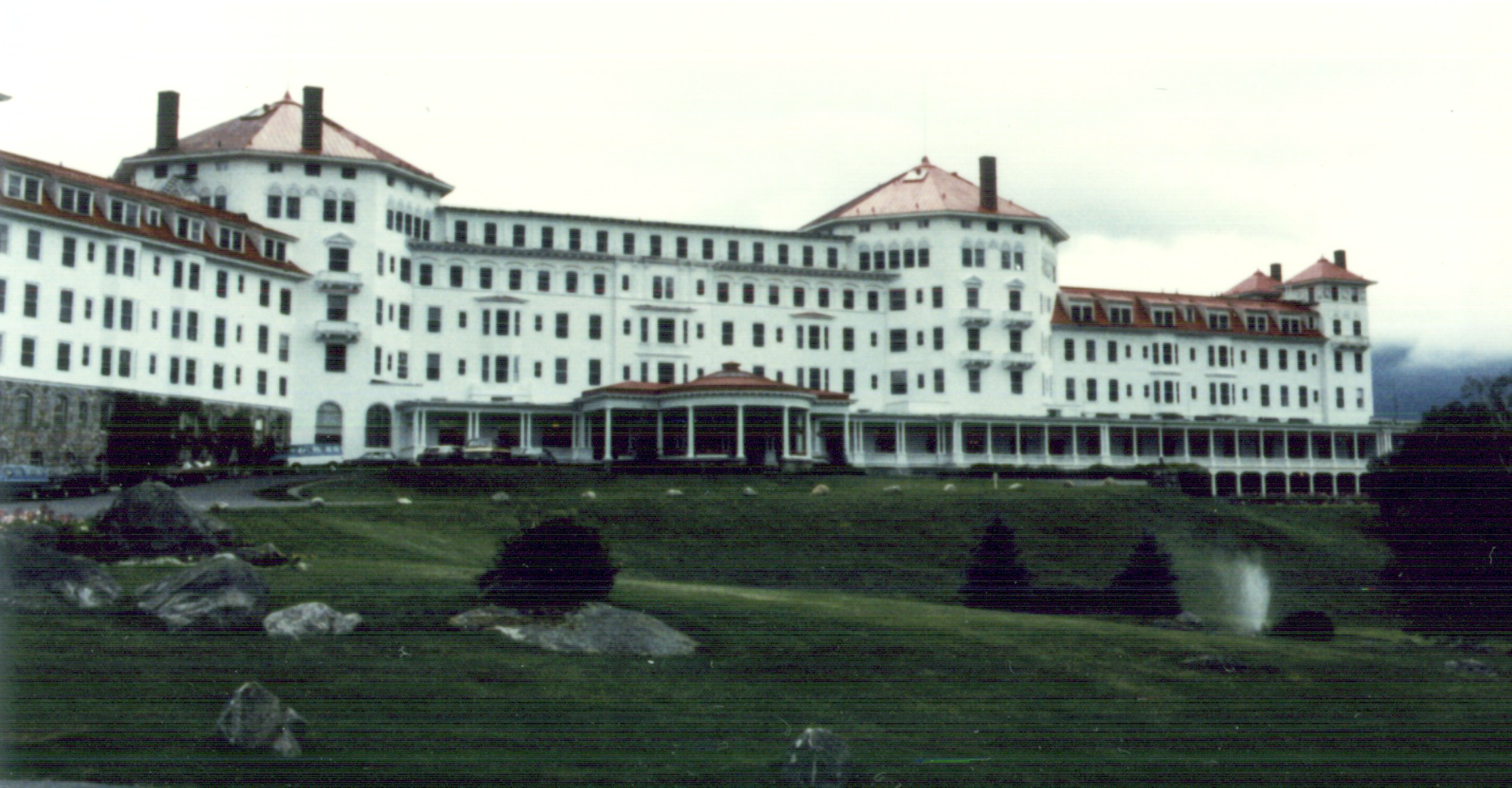
Готель Маунт Вашингтон, де проходила Бреттон-Вудська конференція

В 1944 році представниками основних країн, чиї валюти займали найбільшу вагу в міжнародних розрахунках, була проведена зустріч у Бреттон-Вудсі (Нью Гемпшир). Завдяки тому, що після другої світової війни економіка США була найменш ушкодженою з розвинених країн і США виявилися практично монополістом на ринку золота (золотий запас США становив 3/4 запасу всіх ринкових економік світу на 1948 р.), її валюта — долар США поряд із золотом стала використовуватися як резервна валюта (номінальна вартість валюти країн-учасниць системи була встановлена в доларах США або золоті). Нова система переслідувала мету відновлення світової економіки після війни та створення міжнародної грошової системи, яка б упоралася з нерівновагою платіжних балансів європейських країн. Одночасно із уведенням нової грошової системи був уведений план Маршалла, у ході якого (з 1948 до 1952 рр.) європейським країнам надавалися кредити і субсидії на відновлення економіки.
Юридичне створення Бреттон-Вудської системи мало на меті створити потужну організацію, що регулювала міжнародні валютні відносини — Міжнародного валютного фонду (МВФ), (International Monetary Fund). За згодою про створення фонду (в 1944 р.) усі країни, що брали участь у ньому, встановлювали номінальну вартість своєї валюти в доларах США, а фонд кредитував країни-учасниці, якщо буде потреба, для вирівнювання дефіциту платіжного балансу. Засобом міжнародних розрахунків стало золото, долар і в обмежених кількостях фунт стерлінгів. Практично всі світові ціни стали встановлюватися в доларах США. Влади країн могли конвертувати наявні долари в золото за твердим курсом (конверсію здійснювали США).
Країни також домовилися про проведення інтервенцій на ринку, спрямованих на втримання коливань національних грошових одиниць у межах 1 % від затвердженої номінальної вартості, а зміна номінальних обмінних курсів дозволялася тільки після відповідного схвалення МВФ, яке могло бути дане тільки якщо баланс цих країн приходив у так звану «фундаментальну нерівновагу». У свою чергу США взяли на себе зобов'язання втримувати коливання цін на золото в межах 1 % від ціни в 35 доларів за унцію. Згодом ріст товарних цін і незмінність цін на золото призвели до того, що золотий зміст валют перестав відбивати їхню купівельну спроможність. При цьому самі курси валют, незважаючи на обмеження, були піддані значним коливанням (офіційним девальваціям і ревальваціям).

### Ямайська валютна система і поява FOREX

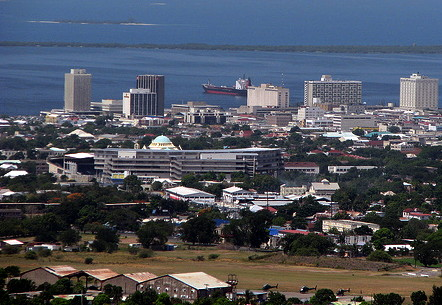
Кінгстон — столиця Ямайки

До кінця 50-х початку 60-х років платіжний баланс США все частіше виявлявся негативним, золоті резерви США виснажувалися, а кількість доларів за межами країни збільшувалося. Центральні банки інших країн створювали все більший попит на золото, і США були змушені відповідно до Бреттон-Вудскої угоди, його задовольняти. Для США необхідність обмінювати долари на золото поступово виливалася в підрив золотого запасу (США були змушені продавати золото за фіксованою ціною в 35 доларів за унцію).
У серпні 1971 року Річард Ніксон (президент США) скасував золотий стандарт, а межа коливань номінальної вартості валют проти долара встановилася на рівні 2,25 %. Валютні ринки захлиснула хвиля нестабільності.
Останньою спробою зберегти Бреттон-Вудську систему стало збільшення в грудні цього ж року інтервалу відхилення валютних курсів до 4,5 %, однак і цей інтервал центральні банки втримати не змогли, незважаючи на масивні інтервенції. Незабаром США оголосили про девальвацію долара на 10 %.
У лютому 1973 року про змінний курс національної валюти оголосила Японія, а в березні це зробив Європейський союз. Із цього моменту режим плаваючих валютних курсів став неофіційно переважним. Валютна система перейшла в розряд «плаваючих із втручанням центральних банків» (dirty float). У цілому, це призвело до збільшення волатильності (рухливості) світових валют.
В 1976 році в місті Кінгстон (Ямайка) нова валютна система була створена офіційно і вільне коливання курсів валют було узаконено. У квітні 1978 року набув чинності новий статут МВФ, у якому було прописано, що країни-учасниці фонду можуть використовувати плаваючі валютні курси. Ті країни, які все-таки залишили прив'язку національних валют до долара, тепер встановлювали коридор коливань в 4,5 % і в будь-який момент могли перейти до режиму змінного валютного курсу.
В основу нової системи була закладена, насамперед, відмова від золотого стандарту, жодна валюта не стала мати золотого змісту. Сам ринок золота перейшов з розряду грошових у розряд товарних. Був уведений новий вид міжнародного платіжного документа — СПЗ (special drawing rights — спеціальні права запозичення) — розрахункова одиниця Міжнародного валютного фонду. Кожна країна одержала свою частку СПЗ згідно зі своєю часткою у МВФ.
Однак низка країн продовжили традицію прив'язки національних валют до інших валют (деякі прив'язали свої курси до «кошиків валют», 16 країн прив'язали свою валюту до СПЗ, 38 — до долара, 13 країн до французького франка й ще 5 країн до інших валют).
В 1978 році, дев'ятьома учасниками Європейського співтовариства була створена окрема європейська валютна система, основою якої була «сітка крос-курсів» із граничними значеннями. Система нагадувала Бреттон-Вудську, за винятком того, що в ній не було золота, а замість резервної валюти — долара, використовувалася німецька марка. Усередині європейської валютної системи (ЄВС) була введена нова розрахункова одиниця — ЕКЮ, заснована на кошику валют країн-учасниць угоди. Границі коливань для всіх валют крім італійської ліри були встановлено на рівні 2,25 %. Згодом ЕКЮ з розрахункового інструмента поступово стали фізичними (з'являються дорожні чеки та депозити в банках). В 1990 році до механізму обмінних курсів приєдналася Велика Британія, а в 1992 після значного падіння фунтів стерлінгів, викликаного спекулятивними продажами та нездатністю Банку Англії утримати курс ні інтервенціями, ні дисконтною ставкою, фунт був виведений з європейської валютної системи. Після виходу з угоди фунта стерлінга в 1993 році, у зв'язку з сильною девальвацією інших європейських валют межа коливань була збільшена до 15 %.
В 1999 році був уведений євро (замість ЕКЮ). В угоді брали участь 11 держав, що відповідали певним параметрам по інфляції та дефіциту державного бюджету.
1 січня 2002 року євро був уведений у наявний оборот, що також значно відбилося на валютному ринку.
Становлення системи плаваючих курсів привело до трьох істотних підсумків:
1. Імпортери, експортери і банківські структури, що їх обслуговують, були вимушені стати регулярними учасниками валютного ринку, оскільки зміни курсів валют можуть позначитися на фінансових результатах їх роботи як з позитивного, так і з негативного боку.
2. Центральні банки отримали можливість впливати на курси національних валют ринковими методами, а не лише адміністративними.
3. Курси найбільш ліквідних національних валют формуються на основі пошуку ринком точки рівноваги між поточним попитом і наявною пропозицією, а зміна попиту і пропозиції на ринку викликає зміну валютного курсу у той або інший бік.

## Основні поняття

Валютні пари в торговому терміналі

Валюта (Currency) — це грошова одиниця певної країни.
Залежно від емітента розрізняють три види валют:
- національна;
- іноземна;
- колективна — спеціальні міжнародні грошові одиниці, які емітують декілька країн або міжнародні установ, наприклад СДР, євро.

На Форексі виділяють три групи валют:
1. Основні (major currencies) — це валюти, що обертаються без обмежень на всіх сегментах ринку, вони мають повну конвертованість практично в будь-яких обсягах в найрізноманітніших варіантах поточних і термінових угод. Серед таких валют виділяють так звану «велику п'ятірку» (five major), а саме: USD, EUR, GBP, CHF, JPY;
2. Другорядні (minor currencies) — це валюти, які обертаються вільно, але час від часу по них можливі додаткові ризики, наприклад, недостатня ліквідність (по лотах більш 50 млн) та ін.;
3. Екзотичні (exotic currencies) — котирування є, але можливі обмеження по обсягах операцій, законодавчі ліміти та інше.

Валютний курс — вартість грошової одиниці однієї країни, виражена в грошових одиницях іншої країни. На Форексі валютний курс визначається у процесі попиту і пропозиції.
Взагалі у різних країнах зустрічаються три основні види валютних курсів:
- Вільний (ринковий) — це суто ринковий обмінний курс. Він гнучкий, постійно змінюється під впливом попиту і пропозиції грошей (наприклад, курс євро до долара США на Форексі).
- Керовано-плаваючий вводиться з метою валютного регулювання паритету, утримання від значних стрибків курсу національної валюти. Це гнучкий курс. Він змінюється залежно від валютного попиту і пропозиції. Утворюється так званий валютний коридор, коли держава цілеспрямовано регулює курс своєї внутрішньої валюти відносно валют іноземних країн (наприклад, курс гривні до долара США).
- Фіксований (адміністративний) — валютний курс, за яким держава жорстко встановлює обмін своєї валюти на валюти інших країн і постійно підтримує їх відповідність певними заходами, (наприклад, курс рубля до долара США в СРСР).

| Вільний (ринковий) | Керовано-плаваючий | Фіксований (адміністративний) |
| ------------------ | ------------------ | ----------------------------- |
|                    |                    |                               |

Також валюта може бути:
1. неконвертована — використовується у межах однієї країни;
2. конвертована — яку можна вільно обмінювати на будь-яку іноземну.

Валютний курс залежить від:
- стабільності економіки;
- інфляційних тенденцій;
- попиту і пропозиції на валютних ринках;
- співвідношення купівельної спроможності валют;
- політичної нестабільності.

Валютне котирування — зареєстрований у чисельних величинах валютний курс. На Форексі валютне котирування буває трьох видів:

Види валютних котирувань на ринку Форекс

- Пряме котирування — котирування, що показує, яка кількість національної валюти міститься в одному доларі США. Наприклад, якщо американський долар коштує 8 гривень 12 копійок, то це буде записуватися в такий спосіб:Види валютних котирувань на ринку Форекс USD/UAH = 8.1200. А якщо є запис USD/CHF = 1.2500, то це означає, що за 1 американський долар в цей час на ринку дають 1,25 швейцарського франка. Та валюта, яка вказується в чисельнику дроба, називається базовою. У прямих котируваннях базова валюта — американський долар. Базова валюта є товаром, а парна їй валюта — грішми, за які цей товар купується.
- Зворотне (зрідка — непряме) котирування — котирування, що показує, яка кількість доларів США міститься в одиниці національної. Наприклад, GBP/USD = 1.9700. Це означає, що за 1 британський фунт можна одержати 1,97 доларів США.

Розташування валют у котирувальних парах фіксоване, обумовлене традицією. Більшість валютних пар записують у вигляді прямого котирування до долара. Тільки британський фунт, євро, австралійський і новозеландський долари котирують у зворотному котируванні.
У фінансовому середовищі, у літературі, аналітичних звітах основні валютні пари прийнято називати не як пари, а як окремі валюти. Якщо згадку про долар США не вимовляють, говорячи просто: євро, франк, фунт або йена, то мається на увазі відповідна пара до долара і що всі знають, яка валюта має пряме, а яка зворотне котирування.
- Крос-курс — це співвідношення між двома валютами без участі долара США. Зазвичай цей курс є похідним від курсів відповідних валют до долара США.

Валютна пара — текстовий запис котирування валюти. Найбільш активно на ринку торгуються такі валютні пари:
- EUR/USD — євро до долара США;
- USD/JPY — долар США до японської йени;
- GBP/USD — фунт стерлінгів до долара США (інша назва — «cable», походить від Трансатлантичного кабелю);
- USD/CHF — долар США до швейцарського франка;
- GBP/JPY — фунт стерлінгів до японської йени;
- GBP/CHF — фунт стерлінгів до швейцарського франка;
- EUR/GBP — євро до фунта стерлінгів;
- EUR/JPY — євро до японської йени;
- EUR/CHF — євро до швейцарського франка;
- AUD/USD — австралійський долар до американського долара;
- USD/CAD — долар США до канадського долара.

Пунктом на FOREX називається мінімальна зміна ціни, яка різна для різних пар. Зазвичай один пункт дорівнює одній десятитисячній (0,0001). Для валютних пар, де валютою котирування є JPY, один пункт дорівнює одній сотій(0,01).
Наприклад, зміна ціни євро з 1,2345 на 1,2346 є зміна на 1 пункт. Також зміною на 1 пункт для йени буде зміна ціни 109,77 на 109,76.
«Велика фігура» (частіше називають просто «фігура») — зміна ціни на 100 пунктів. Наприклад, зміна ціни EUR/JPY з 132,07 до 133,07 — це ріст на фігуру.

«Велика фігура»

Купівля і продаж валюти у валютній парі відбуваються по різних котируваннях. Учасники валютного ринку (банки, інвестиційні компанії, трейдери та ін.) завжди купують по Ask (іноді називають Offer), а продають по Bid. Причому Ask завжди більше Bid. Різниця між Ask та Bid називається спредом (Spread), тобто Ask—Bid=Spread. 

Котирування звичайно являє собою подвійне котирування — або одночасне котирування цін на купівлю і продаж (Bid і Ask). Наприклад, котирування по GBP/USD може бути наступного виду 1.7735 / 1.7739. Це означає, що в теперішній момент учасник ринку можете продати фунт за долар по 1,7735 (Bid), а купити по 1,7739 (Ask або Offer). 
 Таким чином, по Ask дається котирування на купівлю учасником ринку базової валюти, по Bid дається котирування на продаж учасником ринку базової валюти.

Bid і Ask на ринку FOREX

Так як ціни валют досить рідко змінюються за хвилину на 100 пунктів, то пропонуються скорочені варіанти котирування. Виходячи із цін попереднього прикладу, можуть запропонувати 1,7735/39 або просто 35/39, тому що передбачається, що якщо трейдер котирує (тобто запитуєте котирування в дилера), він збирається здійснити операцію і знає, де перебуває ринок у межах 100 пунктів.

## Учасники ринку FOREX
Учасниками ринку FOREX є:
- Центральні та комерційні банки;
- Компанії, що здійснюють зовнішньоторговельні операції;
- Інвестиційні фонди та організації;
- Валютні біржі;
- Брокерські компанії;
- Дилінгові центри;
- Приватні особи.

Основні цілі учасників валютного ринку:
- Комерційні банки

В основну групу учасників міжнародного валютного ринку FOREX входять комерційні банки. Саме банки здійснюють основний обсяг валютних операцій. Або за свій рахунок, або за дорученнями своїх клієнтів. Інші учасники валютного ринку — це особи, які тримають свої рахунки в комерційних банках і направляють у банки заявки на покупку або продаж однієї валюти за іншу виходячи з особистих інтересів і необхідності, що називається конверсійними операціями, і так само які кредитуються або навпаки тримають свої депозити в цих банках, що називається депозитно-кредитними операціями. Будучи спеціалізованими організаціями, через операції із клієнтами банки акумулюють потреби ринку, які виражаються як попит та пропозиція. У випадку нездатності того або іншого банку задовольнити ці потреби власними силами, це робиться через інші банки. От чому FOREX по суті не є біржею як такий, а в принципі це ринок міжбанківських угод, які для стислості називається просто міжбанком. Слід помітити, що комерційні банки так само проводять спекулятивні операції за рахунок своїх власних засобів.
- Компанії, що здійснюють зовнішньоторговельні операції

З однієї сторони компанії, що займаються імпортом, створюють попит на іноземну валюту, необхідну для покупки товару й відповідну їй пропозицію національної валюти. З іншої сторони організації, що займаються експортом товарів за кордон створюють пропозицію іноземної валюти, яку вони виручили від продажу своєї продукції і попит на національну валюту, яка потрібна для оплати праці, поставок сировини, податків тощо Крім того і ті і інші розміщують вільні залишки валюти або в депозитах, або в цінних паперах, або залучають кредити в різних валютах, що залежить від процентних ставок по них і від очікувань самих цих компаній. Як правило, подібні операції здійснюються через комерційні банки.
- Інвестиційні фонди та організації

Існує безліч міжнародних інвестиційних фондів, компаній і великих комерційних корпорацій, які здійснюють свій бізнес за кордоном, управляють своїм власним портфелем із цінних паперів, таких як державні облігації, облігації приватних компаній, номінованих у різних валютах, або тримають великі депозити в комерційних банках з метою одержання прибутку завдяки подібним інвестиціям.
- Центральні банки

В обов'язки центральних банків входить підтримка рівномірності коливань курсу національної валюти поряд з керуванням резервами в іноземній валюті, і так само регулювання ставок рефінансування й підтримка ліквідності національного ринку. Серед вищезгаданих інститутів найбільший вплив на ринок FOREX виявляють такі організації як Федеральна Резервна Система (ФРС) США — (US Federal Reserve або FED) і її Комітет з Операцій на Відкритому Ринку (Federal Open Market Committee або FOMC), Європейський Центральний Банк (ЄЦБ, European Central Bank або ECB), Банк Англії (Bank of England або BOE), Банк Японії (Bank of Japan або BOJ).
- Валютні біржі

Так само валютні торги здійснюються на внутрішніх національних біржах. Більш того, на біржах торгується значна частка стандартизованих похідних інструментів на валюту, таких як ф'ючерси, опціони й т.п.
- Брокерські компанії

Брокерські компанії зводять продавців і покупців валют у випадку, якщо між ними не існує стабільних контрагентських угод. За подібне посередництво брокерські компанії стягують комісію у вигляді відсотка від суми угоди.
- Дилінгові центри

Дилінгові центри займають нішу своєрідних посередників, що здійснюють співробітництво з невеликими групами фізичних осіб і акумулюють їх для комерційних банків.
- Приватні особи

Приватні особи здійснюють великий спектр конверсійних і арбітражних операцій, пред'являють попит на валюту з метою туризму, покупки різних товарів в інших країнах, конверсії заробітної плати й т.п. Крім того, вони так само проводять спекулятивні операції.
Учасники ринку використовують Форекс для досягнення однієї або декількох цілей, таких як:
1. Забезпечення торгівлі і інвестицій
Компанії-імпортери купують іноземну валюту, щоб придбати товари за кордоном і реалізувати їх у себе в країні. Компанії-експортери отримують виручку в іноземній валюті, яку необхідно обміняти на національну, для покриття витрат і т. д.
2. Хеджування
Зовнішньоторговельні компанії постійно піддаються ризику зміни обмінного курсу їх національної валюти і валюти тієї країни, де вони реалізовують свою продукцію. Несприятлива зміна курсу може привести до серйозних збитків. Валютний ринок Форекс дозволяє компанії застрахувати себе від зміни валютних курсів і, відповідно, знизити ризик можливих збитків.
3. Спекулятивні операції
Обмінний курс змінюється залежно від співвідношення попиту і пропозиції на кожну з валют. Трейдери можуть отримати прибуток, купуючи валюту за нижчим курсом і продаючи за вищим, або навпаки — продаючи за вищим і купуючи за нижчим. На долю спекулятивних операцій припадає велика частина операцій валютного ринку Forex.
Слід відмітити, що основний обсяг валютних операцій не має прямого зв'язку з міжнародною торгівлею або інвестиціями. Більшість таких операцій здійснюються банками з цілями отримання прибутку і є спекулятивними.

## Переваги ринку FOREX
Ліквідність — це здатність активу перетворюватися в гроші за певний проміжок часу та з певними витратами. Чим менший цей проміжок, і чим менші витрати — тим ліквідніший ринок і актив, що лежить в основі цього ринку. Чому FOREX має абсолютну ліквідність? Нижче дається його порівняння з ринками звичайних товарів, нерухомості і розбирається на прикладі, від чого взагалі залежить ліквідність ринку та активу.
- Кількість покупців.

Уявіть, що ви купуєте та продаєте квартири (товар, який здавалося б, користується досить великим попитом). Скільки у вас покупців, з якими ви можете укласти угоду в поточну секунду? Швидше за все жодного. А скільки в день? Можливо, кілька людей. На ринку FOREX за кілька секунд ви можете укласти угоди з тисячами серйозних контрагентів по усьому світу — маркетмейкерами ринку.
- Інформаційна забезпеченість про ваш товар.

Коли ви продаєте квартири, ви змушені вкладати гроші в рекламу. Коли Ви продаєте одні гроші на FOREX за інші, вам досить додати свою заявку у світовий інформаційний потік, усі трейдери світу побачать її. Така швидкість передачі інформації зводить витрати до мінімуму.
- Стандартизація активу.

При торгівлі звичайним товаром вам потрібно донести до потенційного покупця інформацію про властивості товару, його ціну, умови оплати тощо. На FOREX Вам немає необхідності доносити до споживача інформацію про товар — він стандартизований майже на 100 %. Долари, фунти і єни у вигляді електронних записів на рахунку в банку просто не можуть бути різними. Єдине, що Вам доведеться зробити на реальному ринку, — це обмінятися з контрагентом платіжними інструкціями (номери рахунків), якщо це одноразова угода й він ще не знає ваших реквізитів.
- Легкість укладання угод.

На відмінну від звичайних товарів, договір про купівлю-продаж на ринку FOREX може бути укладений за кілька секунд, оскільки ваш акцепт (акцепт — згода на оплату) котирування вже вважається угодою з ціною та іншими умовами.
- Транспортабельність активу.

На відміну від звичайних товарів, транспортування яких припускає тривалу і витратну доставку контрагентові, трансфери на FOREX можуть бути здійснені миттєво, тому що гроші є електронними записами на рахунках.
- Обсяги операцій і досконала конкуренція.

Ринок FOREX відноситься до ринків досконалої конкуренції, де жоден з учасників, за винятком монетарної влади, не може значно вплинути на ціну. По розрахунках обсяги, що обертаються на грошовому міжбанку перевищують обсяги всього європейського й американського ринку активів разом і дорівнюють приблизно 7,5 трильйона доларів у день. FOREX (Форекс) — дійсно найбільший ринок. Для порівняння найбільший день по обсягах на нью-йоркській біржі NYSE рівнявся 24 млрд доларів.
- Час торгівлі.

Оскільки ринок Форекс працює 24 години на добу, доступ до нього можливий у будь-який час, на відміну від бірж, які відкриті тільки у свій робочий час, що не обов'язково збігається з вашим годинним поясом. На FOREX практично відсутні розриви в ціні й прослизання, оскільки фундаментальні новини рідко виходять у вихідні дні.
- Витрати торгівлі.

На відміну від біржових інструментів, витрати торгівлі на FOREX (Форекс) дуже низькі й рівні спреду, що становить 0,0002 від обсягу угоди, що робить торгівлю на Forex привабливішої в порівнянні з іншими ринками.

## Години роботи ринку FOREX
Ринок FOREX працює 24 години на добу 5 днів на тиждень (за винятком національних свят), оскільки в кожному годинному поясі існують інститути, які купують, та які продають валюту протягом свого робочого дня. Отже, на цьому ринку немає денної торговельної сесії, а існує лише тижнева. Умовно на FOREX виділяють чотири регіони торгів: Австралія, Азія, Європа, Америка.
Тижнева торговельна сесія на ринку FOREX відкривається о 23:00 за Гринвічем (GMT- Greenwich Meridian Time) у неділю в Токіо, а закривається о 22:00 у п'ятницю в Чикаго.
Ринки відкриваються, починаючи з Нової Зеландії (Веллінгтон), потім Австралія (Сідней), потім Японія (Токіо) — Китай (Гонконг) — Сінгапур (Сінгапур) — Німеччина (Франкфурт-на-Майні) і Швейцарія (Цюрих) — Велика Британія (Лондон) і США (Нью-Йорк, Чикаго, Лос-Анджелес).
| Регіон    | Фінансовий центр | Зимовий час | Зимовий час | Літній час | Літній час |
| --------- | ---------------- | ----------- | ----------- | ---------- | ---------- |
| Регіон    | Фінансовий центр | відкриття   | закриття    | відкриття  | закриття   |
| Азія      | Токіо            | 02:00       | 10:00       | 03:00      | 11:00      |
| Азія      | Гонконг          | 03:00       | 11:00       | 04:00      | 12:00      |
| Азія      | Сингапур         | 03:00       | 11:00       | 03:00      | 11:00      |
| Європа    | Франкфурт        | 08:00       | 16:00       | 08:00      | 16:00      |
| Європа    | Цюрих            | 08:00       | 16:00       | 08:00      | 16:00      |
| Європа    | Париж            | 08:00       | 16:00       | 08:00      | 16:00      |
| Європа    | Лондон           | 09:00       | 17:00       | 09:00      | 17:00      |
| Америка   | Нью-Йорк         | 15:00       | 23:00       | 15:00      | 23:00      |
| Америка   | Чикаго           | 16:00       | 00:00       | 16:00      | 00:00      |
| Австралія | Веллінгтон       | 23:00       | 07:00       | 23:00      | 07:00      |
| Австралія | Сідней           | 00:00       | 08:00       | 00:00      | 08:00      |

Навіть під час «загальносвітових» свят потік котирувань і торгівля валютою звичайно не припиняється. Наприклад, під час католицького Різдва можна бачити котирування банків, наприклад, мусульманських країн або країн Азії. Неофіційно ринок працює й у вихідні, однак і в свята, і у вихідні обсяги на ринку настільки незначні (вживається термін — тонкі), що важко знайти хорошого контрагента за хорошою ціною. Тому в такі моменти спред і коливання на ринку дуже великі, оскільки навіть незначні обсяги можуть зрушити ринок на короткий час.
Відповідно годинним поясам різниться і активність торгів по різними валютними парами. Наприклад, на азійській сесії більші обсяги проходять по EUR/JPY, USD/JPY і т. д.
Найбільш волатильними періодами, як правило, є початок європейської та американської сесії, а на початку американської сесії звичайно виходять «найсильніші» фундаментальні новини.

## Дата валютування і похідні інструменти
Слід зауважити, що ринок FOREX у широкому розумінні включає не тільки угоди купівлі та продажу однієї валюти за іншу з розрахунками по факту, тобто сьогодні, але і в інші часові проміжки та інтервали.
Дата розрахунків — іншими словами дата фізичного переміщення засобів на рахунки контрагентів — фінансовою мовою називається датою валютування (Value date).
На фінансовому ринку прийнято використовувати такі дати валютування:
- Today (Tod) — коли розрахунки проводяться відразу, тобто в день укладання угоди;
- Tomorrow (Tom) — коли розрахунки проводяться на наступний робочий день, що наступає після дня укладання угоди;
- Spot — розрахунки проводяться на другий робочий день після дня укладання угоди.

Всі угоди, що мають дату розрахунків до другого робочого дня, на ринку називаються касовими конверсійними операціями.
Днем укладання угоди є день, у який були досягнуті домовленості відносно основних параметрів угоди:
- визначення дій сторін (купівля-продаж);
- найменування валюти, яку купують, і валюти, яку продають;
- сума (обсяг) операції;
- валютний курс операції (курси операції для операцій типу SWAP);
- дата валютування (дати валютування для операцій типу SWAP);
- платіжні інструкції контрагентів;

Угоди на ринку Forex з датою валютування, що відстоїть більш ніж на 2 робочих дня від дати укладання — називаються форвардними операціями, а також терміновими конверсійними операціями. При цьому дати валютування узгоджуються в момент здійснення угоди.
На ринку FOREX здійснюється торгівля також похідними фінансовими інструментами, такими як, наприклад, опціони.
Існує два види опціонів:
- американський опціон — це право, але не обов'язок покупця купити або продати базовий актив за певною ціною до закінчення певної дати;
- європейський опціон — це право, але не обов'язок покупця купити або продати базовий актив за певною ціною в певну дату.

В залежності від права, що виникає при покупці опціону, купити або продати базовий актив, виділяються, відповідно, Call (Кол) і Put (Пут) опціони.
Історично складалося так, що найпопулярнішими на валютному ринку FOREX виявилися операції на умовах Spot. Звичайно це пов'язано з часом, необхідним для оформлення й здійснення розрахунків з контрагентом, що перебувають в іншій часовій зоні.
Також на ринку FOREX проводять операції SWAP або СВОП.

## Маржинальна торгівля
Маржинальна торгівля — проведення торговельних операцій з використанням кредиту, що надається трейдеру під заставу обумовленої суми.
Деякі переваги маржинальної торгівлі:
1. Маючи невеликий стартовий капітал трейдер отримує можливість здійснювати операції на суми більші свого капіталу в десятки і навіть сотні разів.
2. Торгівля відбувається без необхідності пересилання грошей у повному обсязі угоди. Це дуже зменшує накладні витрати у процесі торгівлі валютами.

Для того, щоб почати торги на Форексі з опорою на кредитне плече, необхідно відкрити депозит і внести на рахунок гроші (кажучи мовою валютних трейдерів внести маржу), які виступлять в ролі компенсації майбутніх можливих втрат. Власне кажучи, кредитним плечем є коефіцієнт, який відображає, в скільки разів сума відкритої позиції може перевищити суму депозиту. Розмір кредитного плеча може варіюватися, це залежить від компанії, але зазвичай він змінюється в межах від 10 до 500.
Наприклад, маржа становить 1000 EUR, а кредитне плече 200, це означає, що трейдер може відкрити лише позицію, яка не перевищуватиме 200000 EUR. Плече 200 може бути розділене на дрібніші плечі для відкриття декількох різних позицій. Звичайно кредитне плече позначається 1:50, 1:100, 1:200 и т.п.
Оскільки мета валютного трейдера — це не отримання валюти на руки, а лише дії — валютні спекуляції — з її використанням, була розроблена схема маржинальної торгівлі, без якої було б важко собі уявити роботу валютного ринку Форекс.

## Форекс в Україні
В Україні ринок Форекс з'явився наприкінці 90-х років XX століття з початком розвитку вільних ринкових відносин. Спершу це була технологія, що діяла винятково всередині деяких банків. Але національне валютне законодавство не дозволяло вільно укладати валютні контракти, та ще й спекулятивного спрямування. Тому така технологія була можлива винятково у тих банках, які мали змогу оперувати достатньо великими валютними коштами за межами валютного догляду Національного банку.
Тому громадянам України довелось знайомитись з Форексом винятково через представництва іноземних дилінгових центрів.
На початку вересня 2012 року Національний банк України постановою № 327 заборонив компаніям і фізичним особам — підприємцям, що грають на ринку Forex, проводити безготівкові операції купівлі-продажу іноземної валюти з метою заробити на курсовій різниці, встановивши, що такі послуги можуть надавати тільки уповноважені банки.

## Критика індустрії
Основна критика ринку Форекс полягає у переконуванні багатьма брокерами та агенціями що заробляти на цьому ринку надзвичайно просто, і це може зробити будь-хто всього лише прочитавши кілька навчальних розділів, переглянувши кількагодинне відео чи пройшовши невеликий навчальний курс. Зазвичай в таких агенціях навчають кільком простим стратегіям торгівлі які приносять результат до певного часу, після чого клієнти втрачають свої вкладені кошти. За статиститкою, лише від 1 до 5 % початківців закріплюються на цьому ринку на тривалий час показуючи позитивні результати торгівлі.
Також слід розуміти що в Україні, за рішенням НБУ, торгівлю на валютному ринку можуть вести лише уповноважені банки а не приватні компанії і фізичні особи. На практиці фізичні особи ведуть торгівлю через іноземні брокерські установи які можуть мати представництва в Україні. Тому, в разі виникнення юридичних спорів, їх клієнти повинні бути готовими до виїзду в країни реєстрації цих установ (а це часто заокеанські офшорні зони) для доведення своєї правоти у тамтешніх судах.